# Droga I/47 (Czechy)
Droga krajowa 47 (cz. Silnice I/47) – droga krajowa w Czechach biegnąca z miasta Vyškov przez Kroměříž, Přerov, Lipník nad Bečvou, Odry i Bílovec do Ostrawy. Arteria biegnie równolegle do powstającego ciągu autostrady D1. Na odcinku Hulín – Přerov trasa prowadzi wspólnym śladem z drogą krajową nr 55, między miastem Lipník nad Bečvou a miastem Hranice z drogą nr 35. Krajowa 47 jest też - na krótkich odcinkach - fragmentem szlaków transportowych E442 i E462.